# Anna Verouli
Anna Verouli (in greco Άννα Βερούλη?; Kavala, 13 novembre 1956) è una giavellottista greca, campionessa europea ad Atene 1982.

## Biografia
Nel 1984 viene squalificata 2 anni dalle competizioni perché trovata positiva al nandrolone ad un test antidoping.

## Palmarès
| Anno | Manifestazione          | Sede        | Evento                 | Risultato | Prestazione | Note                  |
| ---- | ----------------------- | ----------- | ---------------------- | --------- | ----------- | --------------------- |
| 1982 | Europei                 | Atene       | Lancio del giavellotto | Oro       | 70,02 m     | Record dei campionati |
| 1983 | Giochi del Mediterraneo | Casablanca  | Lancio del giavellotto | Oro       | 61,62 m     | Record dei Giochi     |
| 1983 | Mondiali                | Helsinki    | Lancio del giavellotto | Bronzo    | 62,72 m     |                       |
| 1984 | Giochi olimpici         | Los Angeles | Lancio del giavellotto | dq        | dq          | [ 3 ]                 |
| 1986 | Europei                 | Stoccarda   | Lancio del giavellotto | 10ª       | 57,06 m     |                       |
| 1987 | Giochi del Mediterraneo | Latakia     | Lancio del giavellotto | Argento   | 58,92 m     |                       |
| 1988 | Giochi olimpici         | Seul        | Lancio del giavellotto | 19ª (q)   | 58,52 m     |                       |
| 1990 | Europei                 | Spalato     | Lancio del giavellotto | 8ª        | 59,32 m     |                       |
| 1991 | Giochi del Mediterraneo | Atene       | Lancio del giavellotto | Oro       | 60,34 m     |                       |
| 1991 | Mondiali                | Tokyo       | Lancio del giavellotto | 10ª       | 59,12 m     |                       |
| 1992 | Giochi olimpici         | Barcellona  | Lancio del giavellotto | 21ª       | 56,96 m     |                       |